# ميكال كوفاتش
ميكال كوفاتش (بالسلوفاكية: Michal Kováč)‏ (و. 1930 – م - 5 أكتوبر 2016) هو سياسي، وتربوي، وعالم اقتصاد من سلوفاكيا. شّغل منصب رئيس سلوفاكيا من سنة 1993 حتى سنة 1998.

## روابط خارجية
- ميكال كوفاتش على موقع الموسوعة البريطانية (الإنجليزية)
- ميكال كوفاتش على موقع مونزينجر (الألمانية)
- ميكال كوفاتش على موقع قاعدة بيانات الفيلم (الإنجليزية)